# マイク・モンゴメリー (野球)
マイケル・ポール・モンゴメリー（Michael Paul Montgomery, 1989年7月1日 - ）は、アメリカ合衆国カリフォルニア州サンタバーバラ郡ミッションヒルズ出身のプロ野球選手（投手）。左投左打。現在は、フリーエージェント（FA）。愛称はモンティー（Monty）。

## 経歴

### プロ入りとロイヤルズ傘下時代
2008年のMLBドラフト1巡目追補（全体36位）でカンザスシティ・ロイヤルズから指名され、6月15日に契約。契約後、傘下のルーキー級アリゾナリーグ・ロイヤルズでプロデビュー。12試合（先発9試合）に登板して2勝1敗、防御率1.69、34奪三振を記録した。
2009年はA級バーリントン・ビーズで12試合に登板後、7月22日にA+級ウィルミントン・ブルーロックスへ昇格。A+級ウィルミントンでは9試合に先発登板して4勝1敗、防御率2.25、46奪三振を記録した。
2010年はA+級ウィルミントンで開幕を迎え、4試合の先発登板で2勝0敗、防御率1.82、33奪三振と好投し、4月29日にAA級ノースウエストアーカンソー・ナチュラルズへ昇格した。しかし6月に左腕の故障で離脱。7月にルーキー級アリゾナリーグでリハビリを開始し、8月4日にAA級ノースウエストアーカンソーに復帰した。AA級ノースウエストアーカンソーでは13試合に先発登板して5勝4敗、防御率4.68、48奪三振を記録した。
2011年はAAA級オマハ・ストームチェイサーズで28試合（先発27試合）に登板して5勝11敗、防御率5.32、129奪三振を記録した。
2012年はAAA級オマハで開幕を迎えたが、17試合の先発登板で3勝6敗、防御率5.69、67奪三振と結果を残せず、7月11日にAA級ノースウエストアーカンソーへ降格した。AA級ノースウエストアーカンソーでは10試合に先発登板して2勝6敗、防御率6.67、44奪三振を記録した。オフの11月20日にロイヤルズとメジャー契約を結んで40人枠入りした。

### レイズ傘下時代
2012年12月9日にウェイド・デービス、ジェームズ・シールズ、エリオット・ジョンソンとのトレードで、ウィル・マイヤーズ、ジェイク・オドリッジ、パトリック・レナードと共にタンパベイ・レイズへ移籍した。
2013年3月11日に傘下のAAA級ダーラム・ブルズへ異動し、そのまま開幕を迎えた。しかし1戦目のノーフォーク・タイズ戦で、3.2回を5安打2失点と抑えられず、5月13日にA+級シャーロット・ストーンクラブズへ降格。A+級シャーロットで2試合に登板後に再びAAA級ダーラムへ昇格した。この年はメジャーへ昇格することができず、AAA級ダーラムで20試合（先発19試合）に登板して7勝8敗、防御率4.72、77奪三振を記録した。
2014年3月8日にAAA級ダーラムへ異動し、前年と同様AAA級で開幕を迎えた。この年もメジャーへ昇格できず、AAA級ダーラムで25試合に先発登板して10勝5敗、防御率4.29、98奪三振を記録した。

### マリナーズ時代

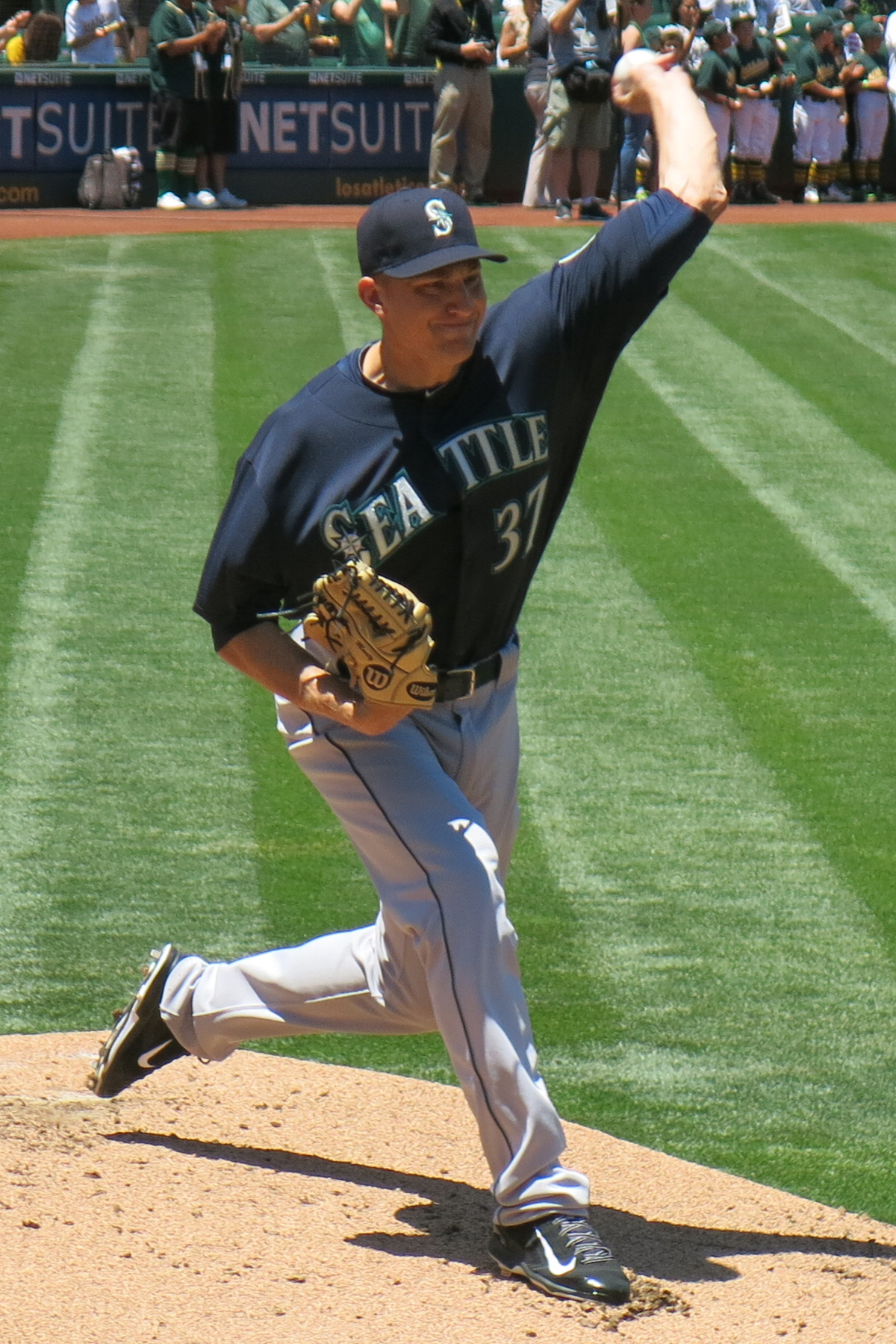
シアトル・マリナーズ時代
（2015年7月5日）

2015年3月31日にエラスモ・ラミレスとのトレードで、シアトル・マリナーズへ移籍した。4月2日に傘下のAAA級タコマ・レイニアーズへ異動し、開幕を迎えた。AAA級タコマでは9試合に登板して4勝3敗・防御率3.74の成績で、6月2日にメジャーへ初昇格した。同日のニューヨーク・ヤンキース戦で先発起用されメジャーデビュー。6回を4安打1失点4奪三振に抑えたが、後続がリードを守れず勝ち投手にはなれなかった。3試合目の登板となった6月13日のヒューストン・アストロズ戦では、6回を1失点に抑え、メジャー初勝利を挙げた。その後は先発ローテーションに定着し、6月23日のロイヤルズ戦で初完封勝利を挙げると、6月30日のサンディエゴ・パドレス戦では9回を1安打無失点に抑え、2試合連続となる完封勝利を記録。二つの完封はこの年のリーグ最多タイとなった。しかし、7月5日のオークランド・アスレチックス戦を最後に勝ち星を挙げられず、8月30日にAAA級タコマへ降格した。その後はAAA級タコマで2試合に登板したが、メジャーへ昇格することはなかった。この年メジャーでは16試合に先発登板して4勝6敗、防御率4.60、64奪三振を記録した。
2016年は主にリリーフで起用され、32試合中先発で投げたのは2試合だけだった。3勝4敗、防御率2.34、WHIP1.09、54奪三振と好投していた。

### カブス時代

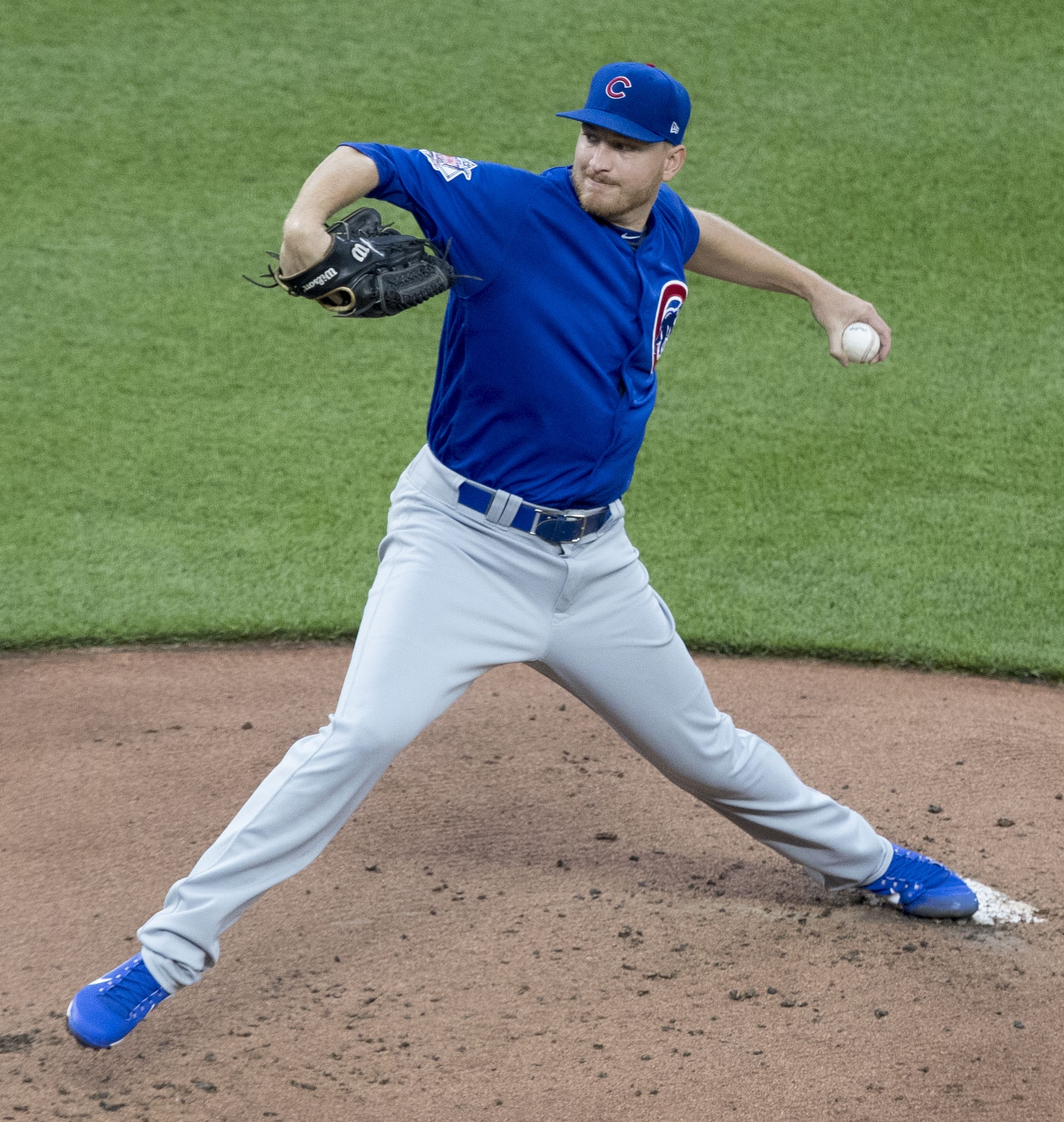
シカゴ・カブス時代
（2017年7月14日）

2016年7月20日にダン・ボーゲルバック、ポール・ブラックバーンとのトレードで、ジョーダン・プライーズと共にシカゴ・カブスへ移籍した。カブス加入後は先発で5試合、12リリーフで試合に登板した。移籍後は38.1イニングで防御率2.82と安定していたが、20四球と制球面で課題を残した。マリナーズ時代との合算では、49試合に登板（うち7試合が先発登板）して4勝5敗、防御率2.52、WHIP1.17という好成績を記録した。また、クリーブランド・インディアンスとのワールドシリーズではシリーズ最終戦となった第7戦で108年ぶりの世界一を決める最後のアウトを奪い、日本でいう「胴上げ投手」となった。
2017年は前年移籍後以上に先発での登板が増え、44試合中14試合が先発登板であった。結果7勝8敗3セーブ、防御率3.38、WHIP1.21、奪三振100と、自己最多の勝ち星かつ自身初の100奪三振を記録した。

### ロイヤルズ時代
2019年7月15日にマーティン・マルドナードとのトレードで、ロイヤルズへ移籍した。ロイヤルズでは全て先発として13試合に登板したが、2勝7敗、防御率4.64という成績だった。
2020年はわずか3試合の登板に終わり、オフの10月30日にマイナー契約となり、同日中にFAとなった。

### メッツ傘下時代
2021年2月14日にニューヨーク・メッツとマイナー契約を結び、メジャーのスプリングトレーニングに招待選手として参加したが、3月28日に自由契約となった。

### ヤンキース傘下時代
2021年4月5日にニューヨーク・ヤンキースとマイナー契約を結んだ。AAA級スクラントン・ウィルクスバリ・レイルライダースで4試合に先発登板し、1勝2敗、防御率7.56を記録した。

### サムスン時代
2021年6月2日に韓国プロ野球のサムスン・ライオンズと契約した。9月10日、大邱サムスン・ライオンズ・パークでのKTウィズ戦で先発登板し、4回表に主審から12秒ルールを指摘され罵声を浴びせこの回の投球を終えた後に退場を命ぜられた。その後もグラウンドに出て主審に暴言を吐きと威嚇を続けロージンバックを主審に投げつけ、ユニフォームの上着をグラウンドに投げ捨てたことで9月14日に20試合の出場停止、300万ウォンの制裁金の処分が科せられた。シーズン終了後に自由契約となった。

### メッツ傘下時代
2022年3月15日にニューヨーク・メッツとマイナー契約を結んだ。AAA級シラキュース・メッツで22試合に登板（うち先発17試合）したが、2勝10敗、防御率6.72、54奪三振と苦戦した。オフの11月10日にFAとなった。

### ドジャース傘下時代
2023年2月2日にメキシカンリーグのモンクローバ・スティーラーズと契約したが、シーズン開幕前の4月18日に自由契約となった。
2023年6月6日にロサンゼルス・ドジャースとマイナーリーグ契約を結んだ。AAA級オクラホマシティ・ドジャースで18試合（うち先発16試合）に登板し、4勝4敗、防御率5.26の成績を残した、オフの11月6日にFAとなった。

## 詳細情報

### 年度別投手成績
| 年 度    | 球 団    | 登 板 | 先 発 | 完 投 | 完 封 | 無 四 球 | 勝 利 | 敗 戦 | セ 丨 ブ | ホ 丨 ル ド | 勝 率 | 打 者 | 投 球 回 | 被 安 打 | 被 本 塁 打 | 与 四 球 | 敬 遠 | 与 死 球 | 奪 三 振 | 暴 投 | ボ 丨 ク | 失 点 | 自 責 点 | 防 御 率 | W H I P |
| -------- | -------- | ----- | ----- | ----- | ----- | -------- | ----- | ----- | -------- | ----------- | ----- | ----- | -------- | -------- | ----------- | -------- | ----- | -------- | -------- | ----- | -------- | ----- | -------- | -------- | ------- |
| 2015     | SEA      | 16    | 16    | 2     | 2     | 0        | 4     | 6     | 0        | 0           | .400  | 395   | 90.0     | 92       | 11          | 37       | 1     | 4        | 64       | 10    | 0        | 49    | 46       | 4.60     | 1.43    |
| 2016     | SEA      | 32    | 2     | 0     | 0     | 0        | 3     | 4     | 0        | 3           | .429  | 250   | 61.2     | 49       | 3           | 18       | 2     | 6        | 54       | 5     | 0        | 18    | 16       | 2.34     | 1.09    |
| 2016     | CHC      | 17    | 5     | 0     | 0     | 0        | 1     | 1     | 0        | 2           | .500  | 164   | 38.1     | 30       | 5           | 20       | 0     | 4        | 38       | 5     | 0        | 15    | 12       | 2.82     | 1.30    |
| '16計    | CHC      | 49    | 7     | 0     | 0     | 0        | 4     | 5     | 0        | 5           | .429  | 414   | 100.0    | 79       | 8           | 38       | 2     | 10       | 92       | 10    | 0        | 33    | 28       | 2.52     | 1.17    |
| 2017     | CHC      | 44    | 14    | 0     | 0     | 0        | 7     | 8     | 3        | 1           | .467  | 540   | 130.2    | 103      | 10          | 55       | 4     | 8        | 100      | 7     | 0        | 52    | 49       | 3.38     | 1.21    |
| 2018     | CHC      | 38    | 19    | 0     | 0     | 0        | 5     | 6     | 0        | 0           | .455  | 534   | 124.0    | 131      | 10          | 39       | 4     | 7        | 86       | 4     | 0        | 58    | 55       | 3.99     | 1.37    |
| 2019     | CHC      | 20    | 0     | 0     | 0     | 0        | 1     | 2     | 0        | 3           | .333  | 123   | 27.0     | 35       | 6           | 13       | 1     | 0        | 18       | 0     | 0        | 18    | 17       | 5.67     | 1.78    |
| 2019     | KC       | 13    | 13    | 0     | 0     | 0        | 2     | 7     | 0        | 0           | .222  | 279   | 64.0     | 78       | 12          | 21       | 0     | 4        | 51       | 3     | 0        | 37    | 33       | 4.64     | 1.55    |
| '19計    | KC       | 33    | 13    | 0     | 0     | 0        | 3     | 9     | 0        | 3           | .250  | 402   | 91.0     | 113      | 18          | 34       | 1     | 4        | 69       | 3     | 0        | 55    | 50       | 4.95     | 1.62    |
| 2020     | KC       | 3     | 1     | 0     | 0     | 0        | 0     | 0     | 0        | 0           | ----  | 23    | 5.1      | 6        | 1           | 1        | 0     | 0        | 4        | 0     | 0        | 5     | 3        | 5.06     | 1.31    |
| 2021     | サムスン | 11    | 11    | 0     | 0     | 0        | 2     | 5     | 0        | 0           | .286  | 244   | 52.0     | 46       | 3           | 38       | 0     | 4        | 55       | 4     | 0        | 33    | 31       | 5.37     | 1.62    |
| MLB：6年 | MLB：6年 | 183   | 70    | 2     | 2     | 0        | 23    | 34    | 3        | 9           | .404  | 2308  | 541.0    | 524      | 58          | 204      | 12    | 33       | 415      | 34    | 0        | 252   | 231      | 3.84     | 1.35    |
| KBO：1年 | KBO：1年 | 11    | 11    | 0     | 0     | 0        | 2     | 5     | 0        | 0           | .286  | 244   | 52.0     | 46       | 3           | 38       | 0     | 4        | 55       | 4     | 0        | 33    | 31       | 5.37     | 1.62    |

- 2021年度シーズン終了時
- 各年度の太字はリーグ最高

### 年度別守備成績
| 年 度 | 球 団 | 投手（P） | 投手（P） | 投手（P） | 投手（P） | 投手（P） | 投手（P） |
| 年 度 | 球 団 | 試 合     | 刺 殺     | 補 殺     | 失 策     | 併 殺     | 守 備 率  |
| ----- | ----- | --------- | --------- | --------- | --------- | --------- | --------- |
| 2015  | SEA   | 16        | 5         | 10        | 0         | 2         | 1.000     |
| 2016  | SEA   | 32        | 3         | 3         | 2         | 0         | .750      |
| 2016  | CHC   | 17        | 3         | 6         | 0         | 0         | 1.000     |
| '16計 | CHC   | 49        | 6         | 9         | 2         | 0         | .882      |
| 2017  | CHC   | 44        | 5         | 23        | 0         | 3         | 1.000     |
| 2018  | CHC   | 38        | 16        | 22        | 1         | 1         | .974      |
| 2019  | CHC   | 20        | 2         | 5         | 0         | 0         | 1.000     |
| 2019  | KC    | 13        | 3         | 10        | 0         | 0         | 1.000     |
| '19計 | KC    | 33        | 5         | 15        | 0         | 0         | 1.000     |
| 2020  | KC    | 3         | 0         | 0         | 0         | 0         | ----      |
| MLB   | MLB   | 183       | 37        | 79        | 3         | 6         | .975      |

- 2020年度シーズン終了時

### 背番号
- 37（2015年 - 2016年7月19日）
- 38（2016年7月20日 - 2019年7月14日）
- 21（2019年7月19日 - 2020年）
- 39（2021年）